# Kwon
Kwon o también escrito Gwon (en hangul, 권; en hanja, 權) es un apellido muy común en Corea. Algunas fuentes indican la existencia de 56 clanes, pero la mayoría de ellos se fusionaron con el clan de Andong Kwon en la facción Sijeung Gong, poco después de la creación de Corea del Sur.